# Johann Schnabel

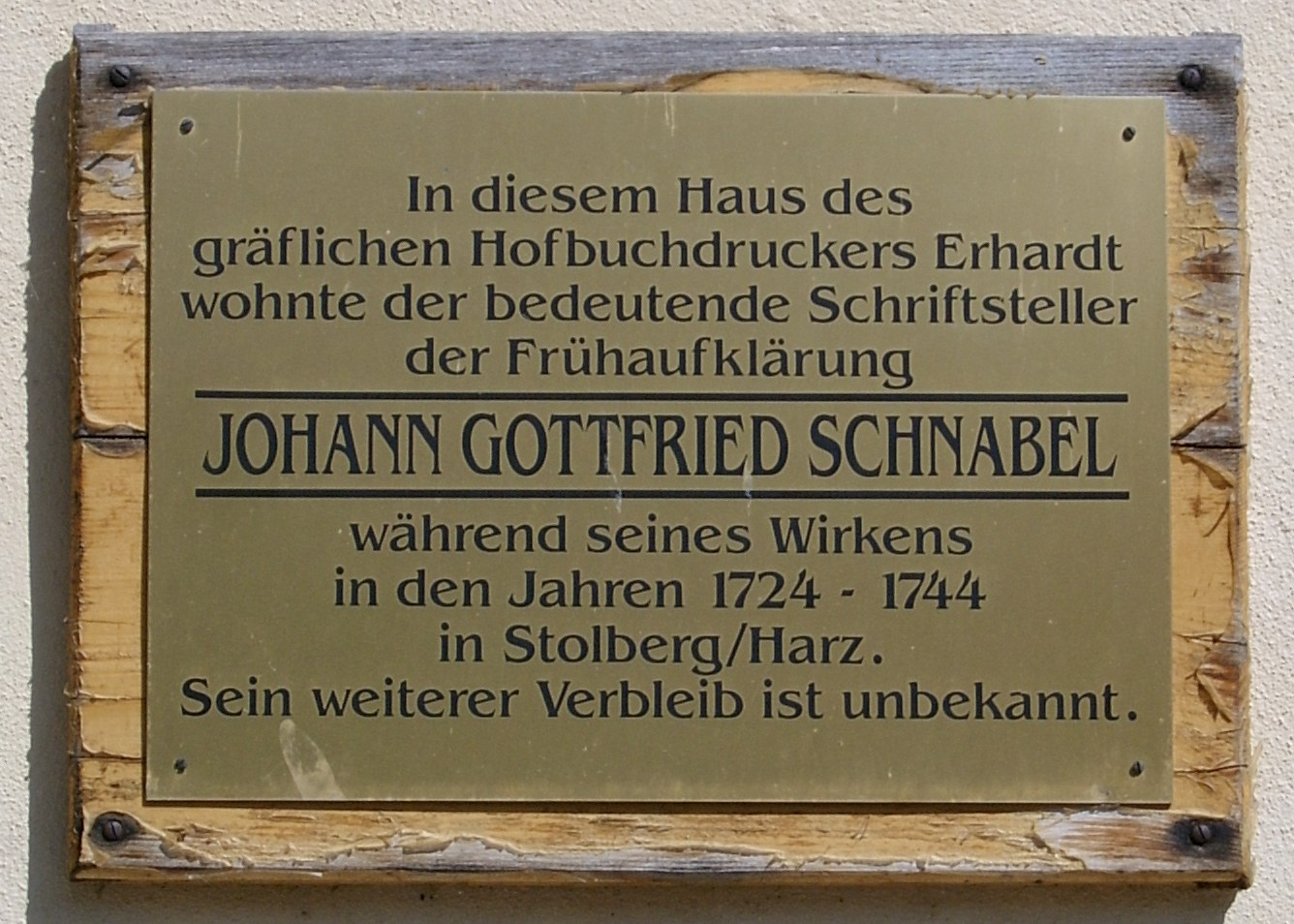
Placa conmemorativa en la casa de Johann Gottfried Schnabel

Johann Gottfried Schnabel (7 de noviembre de 1692 en Sandersdorf cerca de Bitterfeld - † con certeza en el periodo de 1751 y 1758), fue un escritor alemán. Escribió La isla Felsenburg (Die Insel Felsenburg) que describe, con ecos de Robinson Crusoe, la comunidad utópica formada por unos náufragos.